# Samuel Bell (Unternehmer)

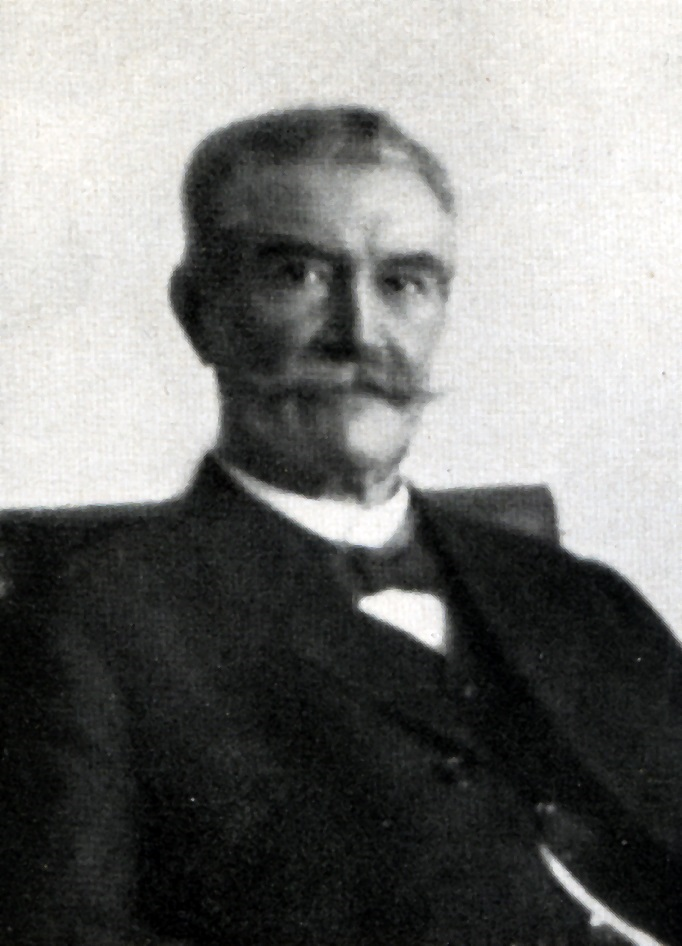
Samuel Bell

Samuel Bell (* 6. November 1840 in Basel; † 25. Oktober 1920 ebenda) war ein  Schweizer Metzger und Unternehmer.

## Leben
Samuel Bell wurde 1840 als Sohn des Metzgers und Wirts Johann Rudolf Bell und der Margaretha (geb. Stork) geboren. Er besuchte Schulen in Basel und absolvierte nach einem Aufenthalt in der französischsprachigen Schweiz eine Metzgerlehre im väterlichen Betrieb. 1866 heiratete er Wilhelmine Elisabeth Roth, 1920 Anna Baur.
Bell eröffnete 1869 an der Streitgasse 13 in Basel eine Ochsenmetzgerei. Schon bald stiess das Geschäft an seine Grenzen, und Bell eröffnete 1908 mit seinen Söhnen an der Elsässerstrasse 174 einen Grossbetrieb. Schon ein Jahr zuvor war das Unternehmen eine Aktiengesellschaft. Die Bells nahmen neue Aktionäre hinzu, behielten aber die Mehrheit. Aus der ehemaligen Grossmetzgerei Samuel Bell Söhne wurde der heutige Fleisch- und Convenience-Food-Verarbeiter Bell Food Group.
Der Grossvater von Samuel Bell, Samuel Bell-Löhrer, begründete 1833 die heutige Basler Morgestraich-Tradition, den Auftakt zur Basler Fasnacht.